# Château de la Barillière
Le Château de la Barillière ou de la Barillère est un château français situés à La Croixille, dans le département de la Mayenne et la région des Pays de la Loire. Il est situé à 1 200 mètres à l'Ouest du bourg, sur un affluent de la Vilaine.

## Désignation
- Château, chapelle et étang (Hubert Jaillot).
- Village, château et chapelle (Carte de Cassini).
- « Château passable, avec chapelle, avec prairie à côté dans un bas marécageux. » Pierre-François Davelu.

## Histoire
Le fief était vassal d'Ernée, et avait seulement justice foncière. A la fin du XIXe siècle, le château entièrement renouvelé entoure sur trois côtés une cour intérieure, avec tourelles et avant-corps, et une chapelle isolée. Permission de dire la messe dans la chapelle est accordée en 1638. . La chapelle est bénite le 20 décembre 1742.

## Famille de Couasnon
Les Couasnon sont une famille établie à la Croixille, distincte d'une autre du même nom qui donna deux sénéchaux de Vitré. Couasnon de la Barillère est une branche d'une famille noble originaire de Bretagne, établie au commencement du XVIe siècle dans la paroisse de la Croixille dont elle acquit en 1633 la seigneurie paroissiale. Le 18 juin 1668, Pierre de Couasnon, aîné du nom, déclara maintenir sa qualité d'écuyer, pour lui et ses frères et sœurs : Alexis, curé de Poché, Jean, alors au service du roi, Renée et Marie. Il portait : d'argent à 3 molettes d'éperon de sable, 2, 1. 
César-Jérôme Couasnon de la Barillère, né le 21 mars 1755, maître ès arts d'Angers, 1775, licencié en droit canon de la faculté de Paris en 1778, fut archidiacre de la Cathédrale de Sées, vicaire général de l'évêque et aumônier du roi. François-Marie-Jérôme Couasnon de la Barillère, frère du précédent, né le 13 juin 1758 à la Croixille, fit ses études au séminaire de Saint-Sulpice, s'affilia d'abord au Diocèse de Sées, puis devint prévôt du chapitre de Saint-Junien et vicaire général de Limoges. Il se retira au commencement de la Révolution française à la Barillère, déjà atteint de paralysie et n'ayant plus que des lueurs intermittentes de raison. On le tira de son lit pour l'emprisonner à Ernée (février 1794) où la Commission militaire révolutionnaire du département de la Mayenne le condamna, après qu'il eut confessé sa foi, comme prêtre réfractaire et noble, et le fit exécuter le 20 mars 1794. Son corps relevé le 16 juillet 1814, repose depuis dans le Sanctuaire de Charné. La famille de Couasnon habitait toujours la terre de la Barillère à la fin du XIXe siècle.

## Sources et bibliographie
- « Château de la Barillière », dans Alphonse-Victor Angot et Ferdinand Gaugain, Dictionnaire historique, topographique et biographique de la Mayenne, Laval, A. Goupil, 1900-1910 [détail des éditions] (BNF 34106789, présentation en ligne)